# Pôle d'équilibre territorial et rural du pays du Briançonnais, des Écrins, du Guillestrois et du Queyras
Le PETR du pays du Briançonnais, des Écrins, du Guillestrois et du Queyras est Pôle d'équilibre territorial et rural regroupant 38 communes de l'est du département des Hautes-Alpes, en région Provence-Alpes-Côte d'Azur. Jusqu'en 2016, il était un pays au sens de la loi Voynet, sous le nom Pays du Grand Briançonnais.

## Histoire
L'association du Pays du Briançonnais, des Écrins au Queyras a été créée en avril 2006.
Par arrêté préfectoral du 8 juillet 2015, le Pays du Grand Briançonnais devient un pôle d'équilibre territorial et rural (PETR), prenant effet au 1er janvier 2016.

## Territoire

### Géographie

#### Localisation
Le Pays est situé « à l'extrémité nord » du département des Hautes-Alpes et de la région Provence-Alpes-Côte d'Azur, à la frontière avec l'Italie, et mitoyen du département des Alpes-de-Haute-Provence, dans la même région, de l'Isère et de la Savoie (région Auvergne-Rhône-Alpes). Il abrite le village le plus élevé (à habitat permanent) de France, Saint-Véran, et la ville la plus haute de France, Briançon. Il est entouré par des sommets approchant 4 000 mètres d'altitude : la Barre des Écrins, le Mont Viso et La Meije.

#### Environnement
Le Pays est au carrefour d'un parc national, celui des Écrins, et d'un parc naturel régional, celui du Queyras. Il comprend plusieurs réserves naturelles régionales ou nationales, plusieurs sites Natura 2000, 60 ZNIEFF, avec un grand nombre d'espèces protégées.

#### Transports
Le territoire est accessible par plusieurs routes de haute importance, comme la route nationale 94, reliant Gap à Briançon et à Montgenèvre, et longeant la vallée de la Durance ou la route nationale 91, devenue route départementale 1091, reliant Briançon à Grenoble ; d'autres accès secondaires sont praticables moyennant le franchissement de cols. L'autoroute la plus proche, l'A51, menant vers Marseille, s'arrête « 65 km au sud du Pays ».
Les liaisons ferroviaires s'arrêtent en gare de Briançon ; aucun accès par la grande vitesse n'est proposé sauf correspondance à Oulx. Cela peut souligner l'enclavement du Pays.

#### Patrimoine
Le Pays concentre la majorité des monuments historiques du département, douze sites classés, une ville classée « Ville d'art et d'histoire ».

### Composition
Le Pays regroupe quatre communautés de communes et 38 communes, toutes situées dans l'arrondissement de Briançon :
| Structure intercommunale                             | Siège                  | Superficie (km2) | Population (hab., 2012) | Nombre de communes |
| ---------------------------------------------------- | ---------------------- | ---------------- | ----------------------- | ------------------ |
| Communauté de communes du Briançonnais               | Briançon               |                  | 20 772                  | 13                 |
| Communauté de communes du Pays des Écrins            | L'Argentière-la-Bessée |                  | 6 622                   | 9                  |
| Communauté de communes du Guillestrois et du Queyras | Guillestre             | 831,55           | 8 184                   | 16                 |
| TOTAL                                                |                        |                  | 35 631                  | 38                 |

| Nom                        | Code Insee | Intercommunalité                 | Superficie (km2) | Population (dernière pop. légale) | Densité (hab./km2) |
| -------------------------- | ---------- | -------------------------------- | ---------------- | --------------------------------- | ------------------ |
| L'Argentière-la-Bessée     | 05006      | CC du Pays des Écrins            | 64,55            | 2 317 (2014)                      | 36                 |
| Abriès                     | 05001      | CC du Guillestrois et du Queyras | 77,13            | 311 (2014)                        | 4                  |
| Aiguilles                  | 05003      | CC du Guillestrois et du Queyras | 40,16            | 434 (2014)                        | 11                 |
| Arvieux                    | 05007      | CC du Guillestrois et du Queyras | 72,62            | 366 (2014)                        | 5                  |
| Briançon                   | 05023      | CC du Briançonnais               | 28,07            | 12 392 (2014)                     | 441                |
| Ceillac                    | 05026      | CC du Guillestrois et du Queyras | 96,05            | 296 (2014)                        | 3,1                |
| Cervières                  | 05027      | CC du Briançonnais               | 109,68           | 183 (2014)                        | 1,7                |
| Champcella                 | 05031      | CC du Pays des Écrins            | 30,25            | 178 (2014)                        | 5,9                |
| Château-Ville-Vieille      | 05038      | CC du Guillestrois et du Queyras | 66,90            | 338 (2014)                        | 5,1                |
| Eygliers                   | 05052      | CC du Guillestrois et du Queyras | 30,04            | 762 (2014)                        | 25                 |
| Freissinières              | 05058      | CC du Pays des Écrins            | 88,21            | 209 (2014)                        | 2,4                |
| Guillestre                 | 05065      | CC du Guillestrois et du Queyras | 51,29            | 2 323 (2014)                      | 45                 |
| La Grave                   | 05063      | CC du Briançonnais               | 126,91           | 487 (2014)                        | 3,8                |
| Molines-en-Queyras         | 05077      | CC du Guillestrois et du Queyras | 53,62            | 307 (2014)                        | 5,7                |
| Le Monêtier-les-Bains      | 05079      | CC du Briançonnais               | 97,87            | 1 007 (2014)                      | 10                 |
| Mont-Dauphin               | 05082      | CC du Guillestrois et du Queyras | 0,58             | 151 (2014)                        | 260                |
| Montgenèvre                | 05085      | CC du Briançonnais               | 40,07            | 536 (2014)                        | 13                 |
| Névache                    | 05093      | CC du Briançonnais               | 191,93           | 362 (2013)                        | 1,9                |
| Pelvoux                    | 05101      | CC du Pays des Ecrins            | 76,23            | 477 (2014)                        | 6,3                |
| Puy-Saint-André            | 05107      | CC du Briançonnais               | 15,37            | 467 (2014)                        | 30                 |
| Puy-Saint-Pierre           | 05109      | CC du Briançonnais               | 7,74             | 525 (2014)                        | 68                 |
| Puy-Saint-Vincent          | 05110      | CC du Pays des Écrins            | 22,98            | 282 (2014)                        | 12                 |
| Réotier                    | 05116      | CC du Guillestrois et du Queyras | 22,33            | 198 (2014)                        | 8,9                |
| Risoul                     | 05119      | CC du Guillestrois et du Queyras | 30,34            | 656 (2014)                        | 22                 |
| Ristolas                   | 05120      | CC du Guillestrois et du Queyras | 82,18            | 68 (2014)                         | 0,83               |
| La Roche-de-Rame           | 05122      | CC du Pays des Écrins            | 40,53            | 846 (2014)                        | 21                 |
| Saint-Chaffrey             | 05133      | CC du Briançonnais               | 25,88            | 1 645 (2014)                      | 64                 |
| Saint-Clément-sur-Durance  | 05134      | CC du Guillestrois et du Queyras | 25,06            | 293 (2014)                        | 12                 |
| Saint-Crépin               | 05136      | CC du Guillestrois et du Queyras | 46,30            | 684 (2014)                        | 15                 |
| Saint-Martin-de-Queyrières | 05151      | CC du Pays des Écrins            | 55,52            | 1 108 (2014)                      | 20                 |
| Saint-Véran                | 05157      | CC du Guillestrois et du Queyras | 44,75            | 249 (2014)                        | 5,6                |
| La Salle-les-Alpes         | 05161      | CC du Briançonnais               | 35,42            | 960 (2013)                        | 27                 |
| Val-des-Prés               | 05174      | CC du Briançonnais               | 44,77            | 651 (2014)                        | 15                 |
| Vallouise                  | 05175      | CC du Pays des Ecrins            | 68,58            | 758 (2014)                        | 11                 |
| Vars                       | 05177      | CC du Guillestrois et du Queyras | 92,20            | 620 (2014)                        | 6,7                |
| Les Vigneaux               | 05180      | CC du Pays des Écrins            | 15,99            | 507 (2014)                        | 32                 |
| Villar-d'Arêne             | 05181      | CC du Briançonnais               | 77,51            | 330 (2014)                        | 4,3                |
| Villar-Saint-Pancrace      | 05183      | CC du Briançonnais               | 42,53            | 1 442 (2014)                      | 34                 |

## Administration

### Siège
Le pôle d'équilibre territorial et rural du pays du Briançonnais, des Écrins, du Guillestrois et du Queyras siège à la communauté de communes du Guillestrois, à Guillestre.

### Comité syndical
Le PETR est administré par un comité syndical, composé de onze sièges titulaires (et autant de suppléants), répartis comme suit :
- cinq délégués (et autant de suppléants) pour la communauté de communes du Briançonnais ;
- deux délégués (et autant de suppléants) pour les trois autres communautés de communes.

Par délibérations du premier conseil syndical du 6 janvier 2016, le comité syndical a élu Pierre Leroy, président du PETR et vice-président de la communauté de communes du Briançonnais, et a désigné trois vice-présidents :
1. Cyrille Drujon d'Astros (président de la communauté de communes du Pays des Écrins) ;
2. Max Bremond (président de la communauté de communes du Guillestrois) ;
3. Christian Laurens (président de la communauté de communes de l'Escarton du Queyras).

Alain Fardella, président de la communauté de communes du Briançonnais, est invité permanent.